# Septoria oenanthis
Septoria oenanthis är en svampart som beskrevs av Ellis & Everh. 1894. Septoria oenanthis ingår i släktet Septoria och familjen Mycosphaerellaceae.   Inga underarter finns listade i Catalogue of Life.